# つみき (女優)
つみき（1989年12月24日（35歳） - ）は、日本の芸術家、女優。本名、村上 つみき（むらかみ つみき）。所属事務所は吉本興業。大阪府大阪市出身。旧芸名、TSUMIKI☆YANKE。2018年12月18日までバターぬりえ、ぬゅぬゅゅゆゅゅゅゅゅという芸名でお笑い芸人として活動していた。

## 人物
大阪府大阪市出身。中学・高校は園田学園のテニス部に所属。大学は近畿大学文芸学部芸術学科造形芸術専攻油彩画コース卒。NSC大阪35期生。
趣味は面白い恥ずかしいこと全部、ぬいぐるみ遊び、造語（つみき語）。特技は大阪弁、罵倒、絵、モノマネ、ポーカーディーラー。資格は、中学校教諭 一種免許状（美術）、高等学校教諭 一種免許状（美術・工芸）を所持。
父親は村上ショージであるが、お笑いについては教わったことは無いという。
YouTubeで自作のアニメーションや短編映画など多ジャンルの動画を不定期でアップロードしているほか、ブログで主に、夢日記、ダジャレ、一人旅の様子を不定期で掲載。
2016年2月3日放送の『ナカイの窓』（日本テレビ）にて先輩芸人のチャド・マレーンに告白した。
ピン芸人として活動していたが、「真剣に芸術をもっと夢中になってやらないと意味がない」「もっと、ぬゅぬゅゅゆゅゅゅゅゅ天国を大きくするには、もっと天国にたくさんのものを作らないといけないので夢中になりたい」という思いから、2018年末に引退。芸術家・女優としての活動を本格的に開始した。
アレルギーの関係で、全く酒が飲めない。
紅しょうがの熊元プロレスに、「他の芸人たちに舐められないように」ということで熊元に現在の芸名を名付けた。

## 経歴
- 2013年8月に開催された『あらびき団 presents あら-1グランプリ2013』（YNN）にて優勝し、初代チャンピオンとなる。その年の10月、父親が村上ショージであることを『ナマイキ!あらびき団』にて公言し、お笑い界を騒然とさせる[8]。
- 2015年、初出演の『アウト×デラックス』（フジテレビ）にて、自作のぬいぐるみ「ものもの」や「にゃーくん（『どこでもいっしょ』の井上トロ）」のボロボロになったぬいぐるみと遊んでいる様子や、芸術作品のデザイン・内容が非常に怖いと話題になる。
- 2016年12月11日、「村上ショージ芸歴40周年ライブ」（なんばグランド花月）にて親子漫才を披露[9]。
- 2018年3月16日、芸名をバターぬりえからぬゅぬゅゅゆゅゅゅゅゅに改名[10]。芸名変更のきっかけは、自分自身病み過ぎていて、園子温監督の映画を観ていて助けられていたという時に、本人曰く「内に秘めていた自分がバァーっと出て来て、目の前に『リング』に出てくるような画質の悪い沼に『ぬゅぬゅゅゆゅゅゅゅゅ』という明朝体の文字が浮かんだ場面が出てきたので、『これは私っぽい！』と思った」ということで、これが芸名の由来だったという[11]。
- 2018年12月18日、芸人を辞め、文化人・芸術家・女優として活動することを発表[5][12]。
- 2021年3月20日、「TSUMIKI☆YANKE」に改名。
- 2022年7月13日、YouTubeの生配信にて「つみき」に改名したことを発表[13]。

## 出演

### テレビ
- 朝生ワイド す・またん!（読売テレビ、2013年10月18日）
- 踊る!さんま御殿!!（日本テレビ、2013年12月17日）
- 新春！レッドカーペット（関西テレビ、2014年1月1日）
- マルコポロリ（関西テレビ、2014年1月5日）
- あさパラ!（読売テレビ、2014年1月18日、2月15日）
- ごぶごぶ（毎日放送、2014年6月25日）
- アウト×デラックス（フジテレビ、2015年2月12日）
- ビーバップ!ハイヒール（関西テレビ、2015年11月5日）
- 明石家サンタの史上最大のクリスマスプレゼントショー（フジテレビ、2015年12月25日）
- ナカイの窓（TBS、2016年2月3日）
- 女芸人!春の決起集会2016（読売テレビ、2016年5月2日）
- バイキング（フジテレビ、2016年6月6日）
- 関ジャニ∞のジャニ勉（関西テレビ、2016年6月29日）
- めざましどようび（関西テレビ、2016年12月17日）
- あらびき団オールナイト祭!（TBS、2016年12月28日）
- 桃色つるべ（関西テレビ、2017年3月31日）
- ダイエットダービー（TBS、2017年4月2日）
- 朝まであらびき団SP!（TBS、2017年12月29日）
- 細かすぎて伝わらないモノマネ ファイナル（フジテレビ、2017年12月21日）
- 朝まであらびき団スペシャル あら-1グランプリ2017（TBS、2017年12月29日）
- 細かすぎて伝わらないモノマネ ファイナルの本当に細かすぎたネタ22連発（フジテレビ、2018年1月11日）
- パパパパラビ!（TBS、2018年7月5日/テレビ東京、2018年7月6日）
- ミルクボーイのツラわら喫茶(読売テレビ、2020年11月) - egg時代のゆきぽよの怖いギャル先輩 役

### WEB番組
- ナマイキ!あらびき団（2013年 - 2014年、YNN）
- パラビき!パラビき!あらびき団 〜四天王編〜（2018年、Paravi）

### テレビドラマ
- ムショぼけ（ABC、2021年10月） - 深夜コンビニ店員 役
- 向こうの果て（WOWOW、2021年） - 女囚 役

### 映画
- 愛なき森で叫べ（Netflixオリジナル映画、2019年10月11日） - ヨーコ 役
- ありがとうモンスター（GUM株式会社、2022年） - ホテヘル嬢 リンカ 役